# Вореда

Подразделения Эфиопии. Черные линии — регионы или штаты, серые — зоны, а белые — границы воред.

Вореда (также пишется как wereda) — единица административного деления в Эфиопии, эквивалентная округу.
Вореда включает в себя ряд кебеле, или других местных административных единиц. Несколько вореда часто объединяют в области. Некоторые вореды не принадлежит ни к одной области и есть «специальные вореды», действующие как автономные единицы.
Некоторые вореды имеют исторические традиции, свои сообщества — например, «специальные вореды» Им, Гера и Гома, которые сохранили пределы традиционных королевств, поглощенных Эфиопией. Много, однако, таких воред, чьи границы не имеют исторического происхождения. Начиная с 2002 года вореды получили широкие права самоуправления.